# 黄色い風土
『黄色い風土』（きいろいふうど）は、松本清張の長編推理小説。『黒い風土』のタイトルで『北海道新聞』夕刊他に連載され（1959年5月22日付 - 1960年8月7日付、連載時の挿絵は生沢朗）、改稿・改題ののち、1961年5月に講談社から刊行された。週刊誌の記者が、戦時中に端を発する秘密組織の謀略による連続殺人事件に挑むミステリー長編。
1961年に東映系で映画化、1965年にテレビドラマ化されている。

## あらすじ
新婚列車の異名をとる準急「いでゆ」、発車を控えた東京駅のホームは贅沢で華やかな混雑が渦巻いていた。取材の仕事のため、列車に乗った雑誌記者の若宮四郎は、発車間際に駆けつけた一組の新郎新婦に目を留めながら、熱海へと向かった。
外国人の多く宿泊する一流ホテルにて、評論家との面会を待っていた若宮だったが、宿泊する481号室に、突然「洋服を持ってきました」と伝える見知らぬ青年が闖入してきた。呆然とする若宮は、青年が431号室と間違えたのではないかと見当をつけるが、翌日、431号室に宿泊していた新婚夫婦の夫が、自殺の名所・錦ヶ浦で投身したとの報が入った。警察は自殺として処理するが、前後の状況に疑問を抱いた若宮は、編集部の協力を得て、事件の調査を始める。
銀座のバーの女給・由美が失踪し、新婚夫婦の妻のほうではないかと疑う間に、その叔父・長谷川の溺死体が小樽で発見された。北海道へ飛んだ若宮の前に、沈丁花の匂いをまとった不思議な美女が現われ、彼女の行動を図りかねる若宮だったが、小樽では、長谷川の出入りしていたバー「アジサイ」の仲介者が3カ月前に事故死し、さらに外事担当の警察官が同様に溺死していた。続いて、熱海のホテルの番頭・春田の絞殺死体が名古屋で発見され、さらに関係者と思われる人物の死体が続々と出現する。
長谷川の残した「これから大佐に会いに行く」という言葉の意味は？一連の犯罪の裏には何が隠されているのか？二重三重に張りめぐらされた暗黒の糸をたぐるうち、若宮はついに秘密組織の首領と対決することになったが…。

## 主な登場人物

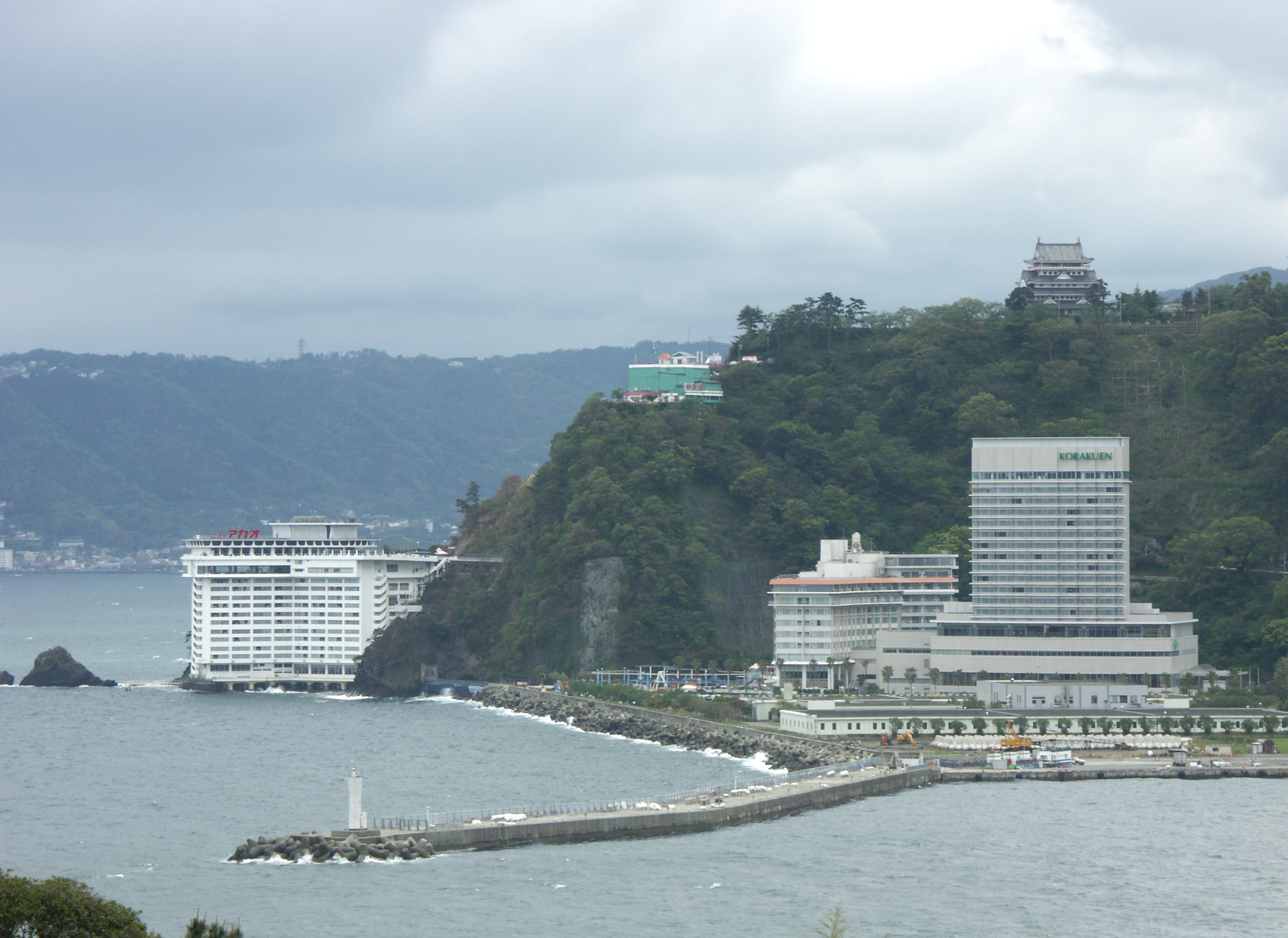
錦ヶ浦周辺

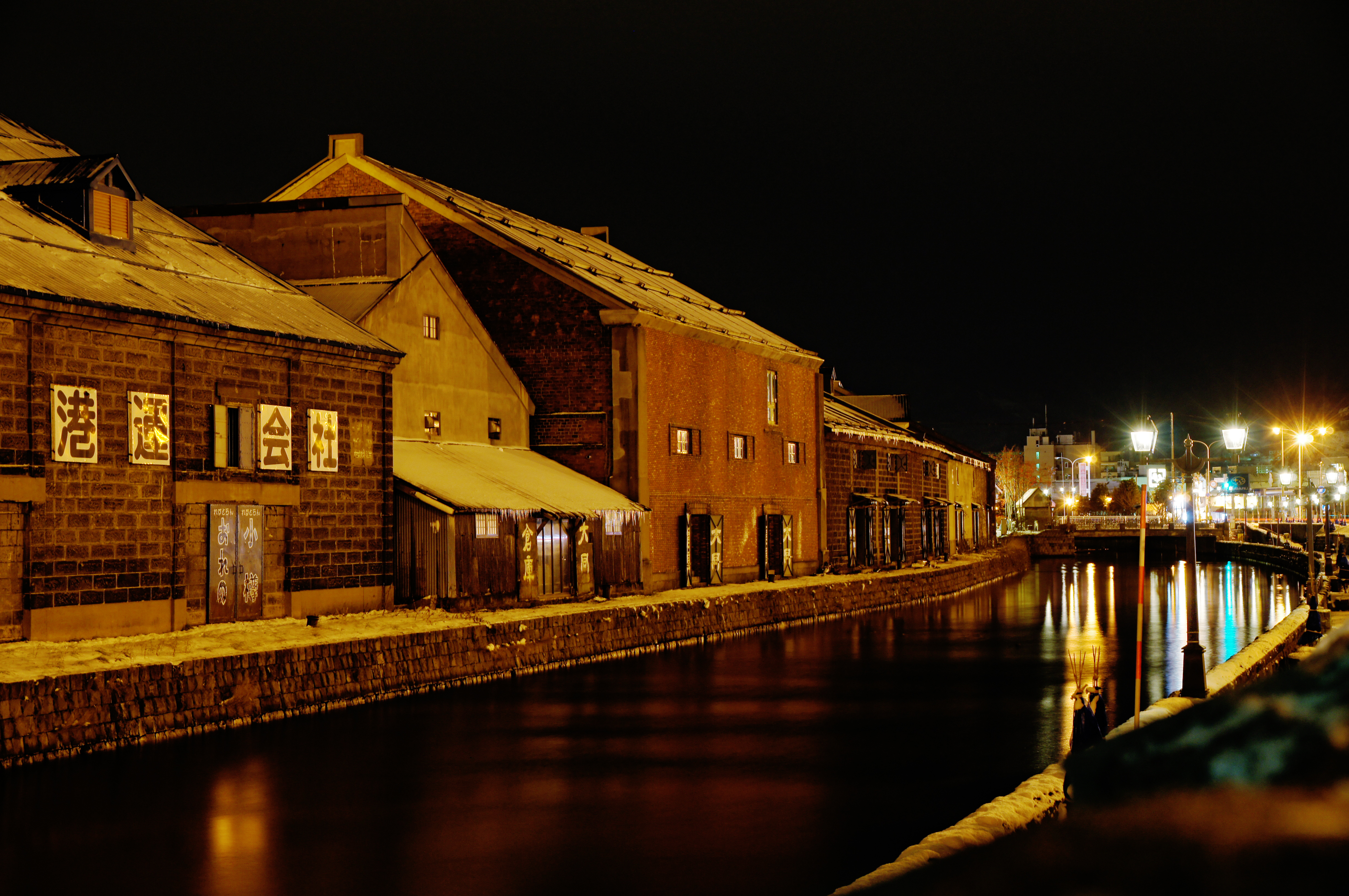
倉庫の並ぶ小樽運河周辺

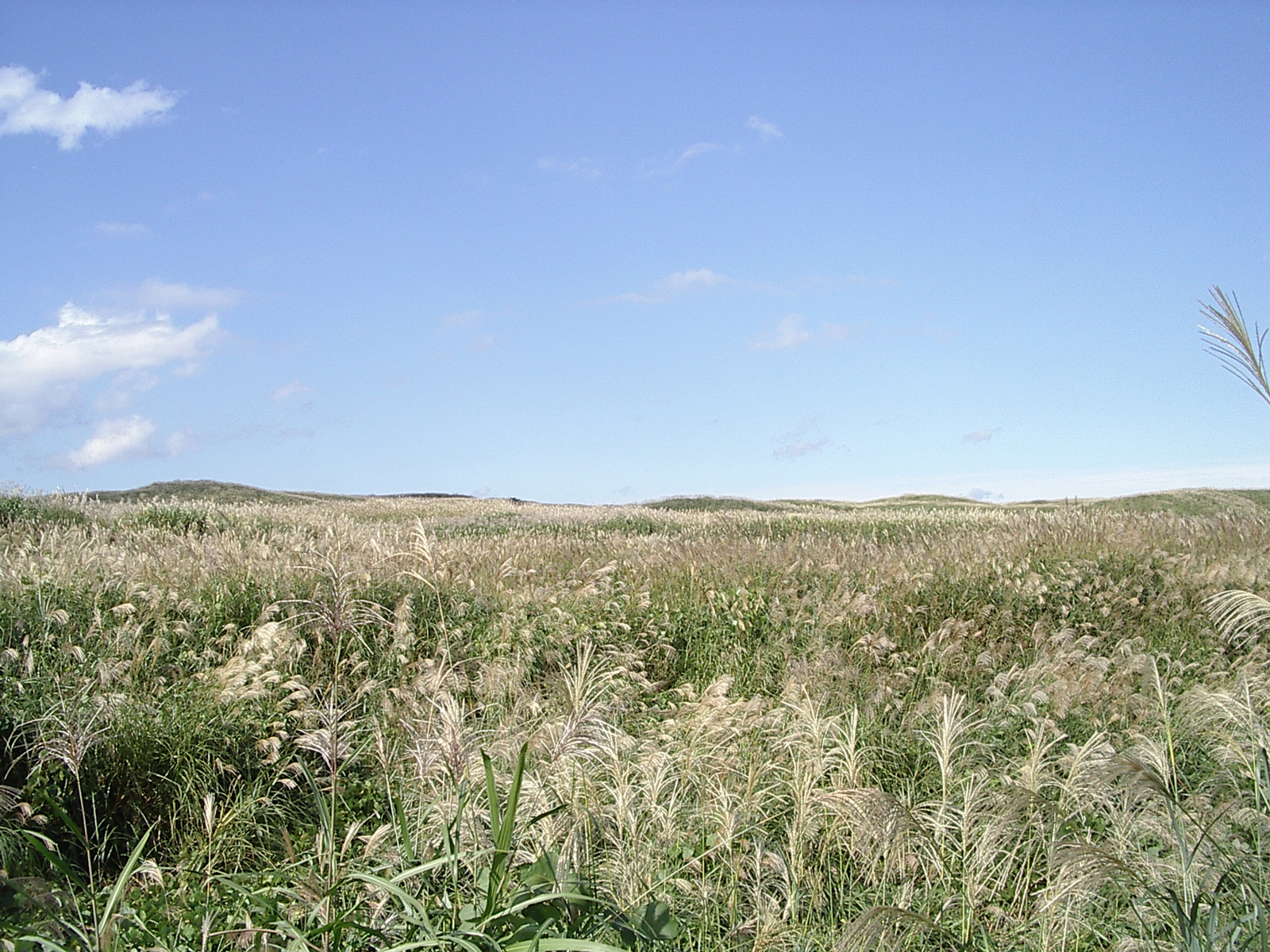
東富士演習場（写真は裾野市域）

原作における設定を記述。
若宮四郎
R新聞社で出している週刊誌の取材記者。
木谷啓介
週刊Rの編集長。若宮の調査をバックアップする。
島内輝秋
有名な婦人問題評論家。
春田義男
熱海の一流ホテル「蒼海ホテル」の番頭。
倉田敏夫
誤って若宮に洋服を渡そうとした青年。本名は横尾敏雄。
村田壮八
R新聞社の熱海通信局員。
田原磯夫
若宮の同僚。熱海で若宮との連絡にあたる。
由美
銀座のバー「サチコ」の女給。
長谷川吾市
由美の叔父。ギャンブル好き。
渡辺三夫
小樽の巡査部長。外事担当の公安係。
西山徳太郎
名古屋市内の西山旅館の経営者。
桜井正雄
アジア商事株式会社の社長。
岩淵安男
保安関係の官庁に出入りしていた新聞記者。
奥田孫三郎
真鶴の印刷業者。

## エピソード
- 本作は『影の地帯』と同様、地方紙の連載であり、しかも時期が重なっていたため、混乱をきたさないよう、登場人物の整理に苦労したという。著者自身は本作を好まず、単行本にすることを渋っていたとされている[3]。
- 研究者の山本幸正は、北九州市立松本清張記念館が所蔵する新聞連載時の『黒い風土』の原稿を調査し、『黄色い風土』としての単行本化時に大幅な削除が行われたことを明らかにした。山本は、連載時の『黒い風土』を「組織の中で自らの個を保持するために奮闘し、内部から組織への批判を内包してしまう人間」を描いた「清張らしさが満ち溢れていた」新聞小説と述べ、また、若宮が時間をかけて足を使って調べていくプロセスが描かれ「説得力のある推理と感じられるものとなっている」と評する一方、単行本化された『黄色い風土』では、『黒い風土』で仕掛けられていたプロット（若宮が熱海のホテルから失踪した新婚の妻の正体を調査する過程、若宮を北海道に向かわせたアジサイ模様の契機、村田壮八の伏線となる描写や挿話、終局に向かわせる舵取り役としての木谷編集長の推理など）が、「一冊の単行本に収めることだけを目標に」大幅に削除され、「物語の展開という側面からも、また登場人物の造型という側面からも、『黄色い風土』は『黒い風土』の出来の悪い部分集合でしかない」と評している[4]。

## 映画
1961年9月23日公開。製作は東映東京撮影所、配給はニュー東映。原作と比較し、小樽の事件をカットするなど、人物関係は簡略化されている。原作における沈丁花の女は「カトレアの女」とし、主人公との接触場面を変更するなどのアレンジを加えている。

### キャスト
- 鶴田浩二（若宮四郎）
- 丹波哲郎（木谷）
- 佐久間良子（カトレアの女）
- 柳永二郎（島内輝秋）
- 須藤健（児玉）
- 曽根晴美（田原）
- 若杉英二（野村）
- 春日俊二（村田）
- 小林裕子（珠実）
- 内藤勝次郎（奥田正一）
- 吉川満子（正一の妻）
- 神田隆（桜井）
- 利根はる恵（バー・サチコのマダム）
- 故里やよい（島内婦人）
- 藤里まゆみ（村田の妻）
- 八代万智子（谷川由美）
- 北川恵一（岩淵安男）
- 大東良（倉田敏夫）
- 増田順司（春田）
- 荒川さつき（バー・トリオのマダム）
- 佐藤晟也（新聞社の運転手）
- 野々浩介（汽車の中の男Ａ）
- 曽根秀介（汽車の中の男Ｂ）
- 杉義一（行政新聞社社員Ａ）
- 久保一（行政新聞社社員Ｂ）
- 沢田実（横浜のタクシー運転手）
- 明石潮（熱海の和尚）
- 天草四郎（熱海署捜査課長）
- 菅沼正（熱海署捜査課主任）
- 久保ひさし（熱海署警官Ａ）
- 多摩井敏（熱海署警官Ｂ）
- 杉本雅江（鶴屋ホテルメイドＡ）
- 佐々木渥（鶴屋ホテルエレベーターボーイ）
- 槙阿由里（「シーホーク」のホステス）
- 打越正八（松村土産店の主人）
- 谷本小夜子（「桃太郎」の女中）

他

### スタッフ
- 監督：石井輝男
- 企画：原伸光、片桐譲
- 脚本：高岩肇
- 撮影：星島一郎
- 美術：近藤照男
- 照明：原田政重
- 音楽：木下忠司
- 録音：岩田広一
- 編集：鈴木寛
- スチール：加藤光男
- 助監督：鷹森立一

## テレビドラマ
1965年11月20日から1966年4月16日まで、NETテレビ（現・テレビ朝日）系列土曜20時枠にて、全22回の連続ドラマとして放送された。

### キャスト（テレビドラマ）
- 若宮四郎：西沢利明
- 木谷啓介：仲谷昇
- 名古屋章
- 真屋順子
- 神田隆
- 今井健二
- カトレアの女：富士真奈美
- 島内夫人：岸田今日子
- 大辻伺郎
- 千葉真一
- 磯村みどり
- 吉野妙子
- 沢たまき
- 丘寵児
- 長谷川弘
- 保科三良
- 菅原壮男
- 渡真二
- 高須準之助
- 瀬戸晴美
- 上知加始
- 成瀬悟郎
- 日吉順子
- 谷口香
- 江見俊太郎
- 清村耕次
- 大村文武
- 島内輝秋：山形勲
- 村田荘八：千秋実
- 石井伊吉
- 長島隆一
- 宮川洋一
- 原泉、
- 松本正
- 若宮忠三郎

ほか

### スタッフ（テレビドラマ）
- 企画：吉津正、塙淳一
- 脚本
  - 佐治乾（第1話、第2話）
  - 阿部桂一（第3話、第4話、第10話、第15話）
  - 柴英三郎（第5話、第6話、第13話、第14話、第21話、第22話）
  - 岡本克己（第7話、第8話、第17話、第18話）
  - 小滝光郎（第12話、第19話、第20話）
- 監督
  - 今村農夫也（第1話、第2話、第5話、第6話、第9話、第10話、第13話、第14話、第17話、第18話、第21話、第22話）
  - 渡辺成男（第3話、第4話、第7話、第8話、第11話、第12話、第15話、第16話、第19話、第20話）
- 音楽：牧野由多可
- 美術：有隅徳重
- 撮影技術：西山誠
- 制作：東映、NETテレビ

| NET系列 土曜20時枠                           | NET系列 土曜20時枠                    | NET系列 土曜20時枠                                                                        |
| 前番組                                       | 番組名                                | 次番組                                                                                    |
| -------------------------------------------- | ------------------------------------- | ----------------------------------------------------------------------------------------- |
| 乗っていたのは二十七人 （1965.5.29 - 11.13） | 黄色い風土 （1965.11.20 - 1966.4.16） | レインボー戦隊ロビン （20:00 - 20:30）野獣王国を行く （20:30 - 21:00） ※土曜19:00より移動 |